# Botswana vid världsmästerskapen i friidrott 2023
Botswana tävlade vid världsmästerskapen i friidrott 2023 i Budapest i Ungern mellan den 19 och 27 augusti 2023.

## Medaljörer
| Medalj | Namn           | Gren                | Datum      |
| ------ | -------------- | ------------------- | ---------- |
| Silver | Letsile Tebogo | Herrarnas 100 meter | 20 augusti |
| Brons  | Letsile Tebogo | Herrarnas 200 meter | 25 augusti |

## Resultat
Botswanas trupp bestod av 14 idrottare.

### Herrar
Gång- och löpgrenar
| Idrottare                                                  | Gren                  | Försöksheat  | Försöksheat | Semifinal    | Semifinal | Final            | Final            |
| Idrottare                                                  | Gren                  | Resultat     | Placering   | Resultat     | Placering | Resultat         | Placering        |
| ---------------------------------------------------------- | --------------------- | ------------ | ----------- | ------------ | --------- | ---------------- | ---------------- |
| Letsile Tebogo                                             | 100 meter             | 10,11        | 1 Q         | 9,98         | 2 Q       | 9,88 0NR0        | 2                |
| Letsile Tebogo                                             | 200 meter             | 20,22        | 1 Q         | 19,97        | 2 Q       | 19,81            | 3                |
| Busang Kebinatshipi                                        | 400 meter             | 44,80 0PB0   | 4 q         | 46,39        | 8         | Gick inte vidare | Gick inte vidare |
| Bayapo Ndori                                               | 400 meter             | 44,72        | 1 Q         | 0DNF0        | –         | Gick inte vidare | Gick inte vidare |
| Leungo Scotch                                              | 400 meter             | 45,20        | 5 q         | 45,96        | 8         | Gick inte vidare | Gick inte vidare |
| Tshepiso Masalela                                          | 800 meter             | 1.45,60      | 4 q         | 1.44,14 0PB0 | 2 Q       | 1.45,57          | 6                |
| Zibane Ngozi Baboloki Thebe Laone Ditshetelo Leungo Scotch | 4 × 400 meter stafett | 2.59,42 0SB0 | 4 q         | —            | —         | 0DSQ0            | –                |

### Damer
Gång- och löpgrenar
| Idrottare                                                 | Gren                  | Försöksheat  | Försöksheat | Semifinal        | Semifinal        | Final            | Final            |
| Idrottare                                                 | Gren                  | Resultat     | Placering   | Resultat         | Placering        | Resultat         | Placering        |
| --------------------------------------------------------- | --------------------- | ------------ | ----------- | ---------------- | ---------------- | ---------------- | ---------------- |
| Oratile Nowe                                              | 800 meter             | 2.01,62 0NR0 | 7           | Gick inte vidare | Gick inte vidare | Gick inte vidare | Gick inte vidare |
| Lydia Jele Oratile Nowe Galefele Moroko Obakeng Kamberuka | 4 × 400 meter stafett | 3.31,85      | 14          | —                | —                | Gick inte vidare | Gick inte vidare |